# Stephen R. Fitzgarrald

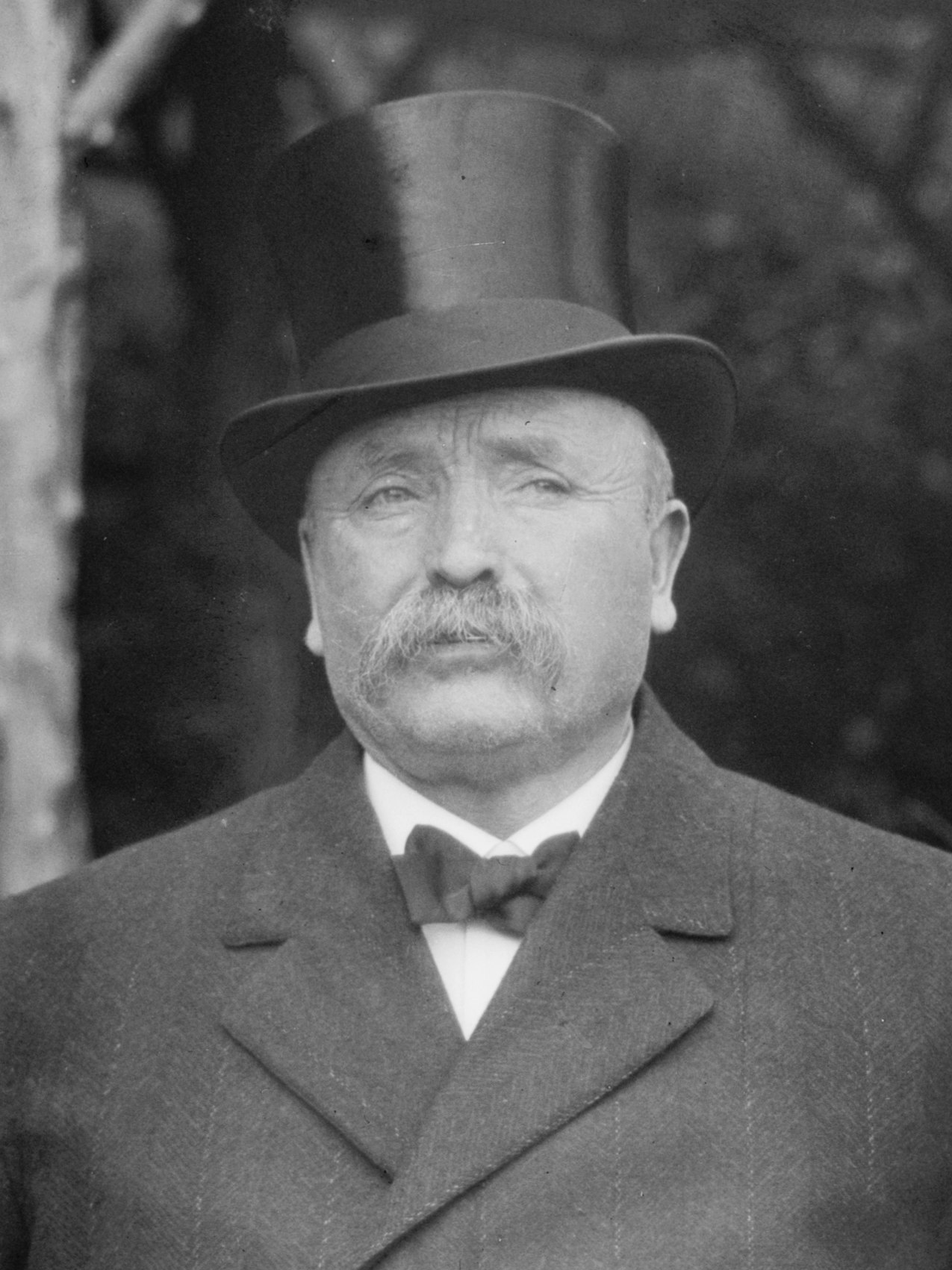
Stephen R. Fitzgarrald

Stephen R. Fitzgarrald (* 25. Dezember 1854 in Center Point, Linn County, Iowa; † 2. Juni 1926 in Denver, Colorado) war ein US-amerikanischer Politiker (Demokratische Partei). Er war von 1909 bis 1915 der Vizegouverneur des Bundesstaates Colorado.
Stephen Fitzgarrald zog mit seinem Vater George im Jahr 1878 nach Colorado, um dort nach Gold zu schürfen. Während eines kurzen Aufenthalts in Leadville, wo er im Bergbau tätig war, begann er sich für eine juristische Laufbahn zu interessieren. Er kehrte nach Iowa zurück, um dort die Rechtswissenschaften zu studieren.
Schließlich ließ er sich ab 1881 dauerhaft in Colorado nieder. Zunächst lebte er in Ophir, ab 1883 dann in Telluride. 1915 zog er in die Gegend von Silverton, später dann nach Denver. Fitzgarrald fungierte als Prozessanwalt der Staatshauptstadt sowie als stellvertretender Bezirksstaatsanwalt. Sein erstes politisches Mandat übernahm er zwischen 1893 und 1895 als Abgeordneter im Repräsentantenhaus von Colorado; er vertrat dort das San Miguel County und brachte vor allem Gesetzesentwürfe auf dem Gebiet der Steuerstrafen und der Treuhandverträge ein.
1909 wurde Fitzgarrald an der Seite von Gouverneur John F. Shafroth zum Vizegouverneur von Colorado gewählt. Auch unter dessen Nachfolger Elias M. Ammons, der sein Amt im Januar 1913 antrat, blieb er weitere zwei Jahre auf seinem Posten.